# Godsdienstgesprekken
Op deze pagina wordt een overzicht gegeven van de verschillende godsdienstgesprekken tussen katholieken en protestanten in de 16e eeuw in het kader van belangrijke godsdiensthistorische feiten.

## Voorgeschiedenis
- september 1517: Luther stelt 97 stellingen tegen de scholastieke theologie op.
- november 1517: Luthers 95 stellingen over de aflaat worden over de Duitse landen verspreid. Zij waren oorspronkelijk bedoeld voor theologen.
- april 1518: kapittelvergadering te Heidelberg, waar Luther zijn inzichten uiteenzette voor zijn ordegenoten Luther beschreef er zijn Theologie van het kruis: het ging hem niet om de aflatenhandel op zichzelf, maar een nieuwe overtuiging aangaande rechtvaardiging. Luther heeft geen programma tot kerkhervorming, maar zijn ordegenoten laten in hun prediking merken dat dit theologisch uitgangspunt een andere verkondiging  tot gevolg had.
- Martin Bucer stelt zich aan Luthers kant.
- Andere dominicanen, vooral Johannes Eck, schrijven tegen Luthers stellingen over de aflaat. Eck tracht ze bewust te herleiden tot reeds veroordeelde ketterijen.
- De officiële theologen te Rome zijn van Luthers ketterijen overtuigd en willen hem berechten te Rome. Luthers keurvorst eist dat het verhoor binnen de Duitse grenzen gebeurt.
- Kardinaal Thomas Cajetanus komt Luther in het Damenhof van het Fuggerhuis in Augsburg verhoren. Luther weigert iets te herroepen.
- Luther weet dan dat de paus zijn mening niet deelt en gaat in beroep bij een concilie (oktober 1518).

## 1519Godsdienstgesprek teLeipzig
Het dispuut te Leipzig in 1519 was het eerste belangrijke gesprek tussen Luther en Rome. Het was oorspronkelijk een academisch twistgesprek onder leiding van Petrus Mosellanus tussen Andreas Karlstadt, een collega en medestander van Luther, met de al eerder genoemde Johannes Eck. Karlstadt was echter niet opgewassen tegen Eck, en Luther nam spoedig zijn plaats in.
onderwerp:het gezag van de paus waarmee de aflaathandel werd verdedigd.
Eck stelde dat de ontkenning van de goddelijke instelling van dat pauselijk primaatschap Luther op één lijn stelde met John Wyclif en Johannes Hus. Luther antwoordde hierop dat 'de leer van Wyclif en Hus inderdaad veel christelijke en evangelische elementen bevatte'. Daaruit volgde automatisch de conclusie dat het concilie van Konstanz, dat Hus in 1415 op de brandstapel had doen belanden, gedwaald had. Dit bevestigde Luther ook. Met het afwijzen van de onfeilbaarheid van de concilies wees Luther ook elk kerkelijk leerambt af. Enkel de Heilige Schrift (de 'Scriptura') was voor de christenen de onfeilbare gezagsinstantie: 'Sola Scriptura!'.

### Opvolgende gebeurtenissen
- In de maanden na deze disputatie richt Luther zich alleen nog op de schrift. In zijn visie regeert Christus door Zijn woord en niet door bemiddelinhg van een afzonderlijke priestergroep. Luther richt zich nog meer op de Bijbelse grondtalen, wat Luther nog meer bijval doet krijgen van de humanisten.
- Luther richt zich meer op de openbare mening. Er gaat nauwelijks een maand voorbij of er verschijnt een brochure van hem.
- In de Sermoen van de goede werken (1520), zijn eerste reformatorische ethiek, bestrijdt Luther het verwijt dat zijn rechtvaardigingsleer de mensen een vrijbrief geeft om geen goede werken meer te verrichten.
- Omdat de geestelijke overheid de kerk niet wilden hervormen, richt Luther zich in zijn an den christlichen adel deutscher nationvon des christlichen Standes Besserung: keizer en edelen moesten de hervorming maar aanpakken. Er moest een 'vrij' concilie komen, georganiseerd door de overheid in plaats van door de kerk. Op grond van het algemeen priesterschap der gelovigen waren de gezagsdragers bevoegd om in te grijpen en de kerkelijke toestanden te verbeteren. Er moest een samenleving komen van christenen maar niet meer onder het gezag van de geestelijkheid. Luther hekelt het bestaan van kloosters en de celibaatsbelofte. Heel de samenleving zou veranderen als iedereen zijn christenplicht begreep.
- In Voorspel over de babylonische gevangenschap van de kerk gaat Luther in tegen de verkeerde opvatting van de kerk over de sacramenten. Luther beschouwt alleen doop, avondmaal en biecht als sacrament, omdat Christus deze aan zijn leerlingen had opgedragen. Bij het avondmaal moeten de gemeenteleden naast het brood ook de wijn ontvangen. Elke verwijzing naar een offer moet verdwijnen uit de liturgie.
- 3 januari 1521: Luther in de ban.
- April 1521 Rijksdag te Worms: keizer Karel staat Luther een vrij verhoor toe, maar Luther weigert iets te herroepen.
- 26 mei 1521: Luther in de rijksban.
- Sommige predikers willen verder gaan: liturgie avondmaal versoberen, beelden uit de kerk.
- Anderen beweerden rechtstreekse openbaringen ontvangen te hebben, wilden de kinderdoop afschaffen (Zwickauer profeten, lekenpredikers uit het weversstadje Zwickau).
- 1522 beeldenstorm.
- 1524 boerenopstand, Luther roept de vorsten op tot tegenactie, ze worden uitgemoord.
- 1526 rijksdag te Spiers: besluit dat iedere vorst in eigen gebied de geloofszaken mag regelen, zoals hij tegenover God en de keizer kan verantwoorden.
- 1529 rijksdag van Spiers: het besluit van 1526, wordt ingetrokken, omdat er spoedig een concilie zou komen. Hierdoor verbood de rijksdag de verdere uitvoering van de reformatie. De minderheid die aan Luthers inzichten vasthield, diende hiertegen een protestatie in, waarvan de naam protestant is afgeleid.

## 1523Godsdienstgesprek teZürich
29 januari 1523: De stadsraad van Zürich organiseert een disputatie in de volkstaal. Van een debat kwam er weinig terecht: de raad verklaarde Zwingli tot overwinnaar.
26-29 oktober 1523: een tweede disputatie, vooral over de mis en de beelden. Na deze tweede disputatie beveelt de stadsraad alle altaren, beelden, kruisen en orgels uit de kerken te verwijderen.

### Opvolgende gebeurtenissen
- 17 januari 1525: Radicale Reformatie. Het ongedoopt laten van kinderen werd bekend, de samenleving dreigde uiteen te vallen. De raad verklaarde dat Zwingli had gewonnen: de kinderen moesten binnen de week na de geboorte gedoopt worden.

## 1526Godsdienstgesprek teBaden
Eck snoert de nieuwsgezinden de mond in afwezigheid van Zwingli.

## 1528Godsdienstgesprek teBern
6-26 januari
De tekst was door Haller en nog een andere predikant opgesteld. Zij betoogden dat de kerk niet luistert naar de stem van de vreemde, waarmee bisschoppen en vooral de paus bedoeld was.
Deze bepaalde het geloof van een groot en welvarend gebied.

## 1529Godsdienstgesprek teMarburg
Aanwezig:
Luther, Melanchthon, en andere Saksische theologen
Zwingli, Bucer en theologen uit de Rijnstreek
Landgraaf Filips van Hessen was de leider van de minderheid die tegen de besluiten van de rijksdag van Spiers van 1529
een protestatie indienden. De rijksdag van Spiers van 1526 had iedere vorst toestemming gegeven om de geloofszaken in eigen gebied zelf te regelen en de rijksdag van Spiers van 1529 trok deze besluiten in, zodat het uitvoeren van de reformatie eigenlijk verboden werd.
Filips van Hessen nodigt Luther in de herfst (oktober) van 1529 uit te Marburg, om met Zwitserse geloofsgenoten te spreken over onderlinge theologische verschillen.
Het overleg mislukte: over 14 punten vonden ze een gemeenschappelijk formulering, maar over het avondmaal was er geen overeenstemming bereikt tussen Luther en Zwingli.

### Opvolgende gebeurtenissen
- 1530 Rijksdag te Augsburg: Vier steden (Straatsburg, Konstanz, Memmingen, en Lindau) stellen een 'Vierstedenbelijdenis' op, die de sacramenten 'uitwendig woord', mispraktijken worden uitvoerig afgewezen evenals beelden in de eredienst. Karel V geeft aan de leden de gelegenheid hun geloofsinzicht openlijk uit te spreken. De Belijdenis van Augsburg (1530) bevatte artikelen over geloof en leven, over de verschilpunten en over het avondmaal.
- Eck schreef een 'Weerlegging'
- Melanchthon antwoordde met een uitvoerig 'Apologie'
- De rijksdag hield in meerderheid vast aan het besluit van Spiers, daarom sloten de vorsten die aan de Augburgse Confessie vasthielden, een verbond in 1531 te Schmalkalden, het Schmalkaldisch Verbond
- Omdat de keizer tegen de Turken moest strijden kwam er een godsdienstige wapenstilstand, het Bestand van Neurenberg.: de regelingen van 1526 bleven geldig.

## 1534Eerste godsdienstgesprek teLeipzig

### Opvolgende gebeurtenissen
- 1536 De paus kondigt een concilie te Mantua aan, Luther stemt toe in de 'Wittenbergse Concordia'.
- 1537 De 'Schmalkaldische artikelen' worden door de vorsten aanvaard.

## 1539Tweede godsdienstgesprek teLeipzig
Dit overzicht is mogelijk incompleet; u kunt helpen door het uit te breiden.

## 1540Godsdienstgesprek teHagenau
onder leiding van: de vorsten en keurvorsten van Ferdinand I 
Aanwezig:
rooms-katholiek: Eck, Fabri, Gropper, Nausea, Cochlaeus, ...
protestants: Brenz, Bucer, Capito, Calvijn, Cruciger, Menius, Myconius, ...
Onderwerp:
Bespreking van de resultaten van de niet officiële onderhandelingen in 1530 te Augsburg: Akten van Vehus.
Basis en procedures voor het volgende godsdienstgesprek te Worms.

## 1540Godsdienstgesprek teWorms
28 oktober 1540 - 18 januari 1541
Onder leiding van:
De belangrijkste woordvoerder van de reformatorische theologen was Bucer.
Aanwezig:
Rooms: Brandenburg, Jülich, Patltz

## 1541Eerste godsdienstgesprek teRegensburg
Contra-reformatie; De Venetiaanse diplomaat Gasparo Contarini (1483-1542), kardinaal vanaf 1535, kwam op het godsdienstgesprek te Regensburg met een formulering over de rechtvaardiging, waarmee de protestantse deelnemer Melanchthon instemde. Het gesprek brak af op de avondmaalsleer Later bleek dat zowel Rome als Luther het voorstel van Contarini afwezen.

### Opvolgende gebeurtenissen
- 1545 Rijksdag te Worms
- Concilie van Trente 1545 tot 1563
- 1546 Luther overlijdt

## 1546Tweede godsdienstgesprek te Regensburg

### Opvolgende gebeurtenissen
- 1548 De keizer legt een vergelijk op, Augsburgse Interim: protestanten moesten zich aan Rome onderwerpen, maar mochten bij het avondmaal wel de beker blijven gebruiken, en de predikanten (vaak ex-priesters) mochten gehuwd zijn.
- 1549 tot 1551:Bullinger legt de geloofsleer uit in de 'Decaden'
- 1555 Rijksdag te Augsburg: godsdienstgesprek gepland. Godsdienstvrede van Augsburg

## 1557Godsdienstgesprek teWorms

### Opvolgende gebeurtenissen
- 1577 Formula Concordiae
- 1566 Dertig artikelen van Bullinger vanaf 1566 bekend als Tweede helvetische confessie